# Coulez le Bismarck !
Pour la bière, voir Sink the Bismark!.
Pour plus de détails, voir Fiche technique et Distribution.
Coulez le Bismarck ! (Sink the Bismarck!) est un film britannique en noir et blanc, sorti en 1960 et réalisé par Lewis Gilbert, avec Kenneth More et Dana Wynter.

## Synopsis
Pendant la Seconde Guerre mondiale, la Royal Navy envoie ses navires pour couler le célèbre cuirassé allemand, le Bismarck.

## Fiche technique
- Titre : Coulez le Bismarck !
- Titre original : Sink the Bismarck!
- Réalisation : Lewis Gilbert
- Scénaristes : Edmund H. North d'après le récit historique Coulez le Bismarck publié en 1959 par C. S. Forester
- Photographie : Christopher Challis
- Musique : Muir Mathieson
- Pays : Royaume-Uni
- Date de sortie : 11 mai 1960
- Genre : Action, drame, historique et guerre
- Durée : 97 minutes
- Affiche : Georges Kerfyser (France)

## Distribution
- Kenneth More (VF : Marc Cassot) : Capitaine Jonathan Shepard
- Dana Wynter (VF : Jacqueline Porel) : 2nd Officer Anne Davis
- Carl Möhner : Capitaine Lindemann Commandant du KMS Bismarck
- Laurence Naismith (VF : Claude Péran) : Amiral Sir Dudley Pound - Premier Lord de la Mer (en)
- Karel Stepanek (VF : André Valmy) : Amiral Günther Lütjens
- Maurice Denham : Commandant Richards
- Mark Dignam (VF : Roger Tréville) : Loben Maund (en), Capitaine de l'Ark Royal
- Michael Goodliffe (VF : Jean-Marie Amato) : Capitaine Banister
- Jack Gwillim : Wilfrid Patterson (en), Capitaine du HMS King George V
- Michael Hordern (VF : Jean-Henri Chambois) : Amiral Sir John Tovey - CIC Home Fleet (en)
- Geoffrey Keen (VF : Yves Brainville) : Assistant Chief of Naval Staff (A. C. N. S)
- Esmond Knight (VF : Pierre Morin) : Capitaine John Leach (en)

, commandant du HMS Prince of Wales
- Jack Watling : Signals Officer
- Edward R. Murrow (VF : Jean Davy) : Lui-même
- Ernest Clark (VF : Jacques Beauchey) : Capitaine du Suffolk
- Victor Maddern (non crédité) (VF : Fernand Rauzena) : Matelot